# Raymond Lewis
Raymond Lewis (nacido el 3 de septiembre de 1952 en Los Ángeles, California y fallecido en la misma ciudad el 11 de febrero de 2001) fue un jugador de baloncesto estadounidense que no llegó a debutar en la NBA. Con 1,88 metros de altura, lo hacía en la posición de base. Está considerado como el mejor jugador de streetball de la ciudad de Los Ángeles de toda la historia.

## Trayectoria deportiva

### Instituto
Asistió al Verbum Dei High School de su ciudad natal, llevando a su equipo a tres campeonatos de división consecutivos entre 1969 y 1971, siendo elegido en dos ocasioners como jugador del año. Promedió 24 puntos por partido, a pesar de que su entrenador le prohibiera lanzar a canasta en los primeros cinco minutos de cada cuarto a causa de su gran superioridad. En sus tres años de instituto su equipo logró 84 victorias y solo 4 derrotas.

### Universidad
Más de 250 universidades de todo el país, entre las que se encontraban UCLA, Long Beach State o Notre Dame se interesaron por sus servicios. El propio John Wooden se le presentó en su último año de instituto ofreciéndole jugar con sus Bruins, pero declinó la oferta. Su familia y entrenador lo orientaron entonces a la Universidad Estatal de Long Beach, entrenada por Jerry Tarkanian, aceptando en un principio. Pero, al parecer, la Universidad Estatal de California en Los Ángeles le ofreció un corvette rojo y le prometió becas escolares para sus amigos, por lo que aceptó la oferta. Jugó durante dos temporadas con los Golden Eagles, en las que promedió 35,9 puntos y 4,9 asistencias por partido.
En su primer año como freshman promedió 38,9 puntos por partido, liderando a todo el país en anotación. Su récord de puntuación lo logró ante UC Santa Barbara, con 73 puntos, logrando 30 de 40 lanzamientos de campo y 13 tiros libres, en una época en la que no había línea de 3 puntos En su segunda temporada promedió 33 puntos por partido, el segundo mejor de todo el país. El 23 de febrero de 1973 derrotó a Long Beach State, entrenado por Tarkanian, por 107-103 en un partido con dos prórrogas, en el cual consiguió 53 puntos. Hasta ese momento, los 49ers llevaban 22 victorias y una única derrota.

### Profesional
Fue elegido en la decimoctava posición del Draft de la NBA de 1973 por Philadelphia 76ers, quienes le ofrecieron un contrato de 3 años y 450000 dólares. En los tradicionales campus de verano superó al número uno del draft y capitán de la selección nacional en los Juegos Olímpicos de Munich, Doug Collins, consiguiendo 60 puntos junto a él en tan solo la primera parte de un partido, sentándolo su entrenador, Gene Shue en la segunda parte para que Collins no se sintiese avergonzado. A raíz de aquello, y sabiendo que éste había firmado un contrato con los Sixers superior, quiso renegociar el suyo, a lo que el equipo se negó, apartándolo del equipo. Al año siguiente quiso jugar con los Utah Stars de la ABA, pero los Sixers notificaron al equipo que el jugador todavía tenía contrato con ellos, por lo que finalmente renunciaron. Lewis volvió a las ligas de verano de Philadelphia en 1975, pero fue de nuevo rechazado. Hizo pruebas con varios equipos, pero finalmente no consiguió entrar en ninguno de ellos.

### Streetball
Lewis se convirtió en una leyenda del streetball, el baloncesto callejero. Llegó a jugar el mismo día contra los 30 mejores jugadores de Los Ángeles uno contra uno, batiéndolos a todos. En 1983 llegó a disputar un partido en una liga profesional de verano ante un equipo liderado por la estrella de la NBA Michael Cooper, anotando 56 puntos en tan solo tres cuartos.

## Fallecimiento
Lewis falleció el domingo 11 de febrero de 2001, a los 48 años, a causa de unas complicaciones posteriores a la amputación de su pierna derecha. Contrajo una infección en su pierna, y los médicos y su entorno le aconsejaron la amputación, pero Lewis en un principio rechazó esa idea. Decía que con una única pierna no sería capaz de lanzar a canasta en suspensión. Meses después de aquello por fin accedió, pero complicaciones surgidas después de la operación quirúrgica le ocasionaron la muerte.